# 魯綸
魯綸（1474年—？），字孔言，遼東定遼右衛官籍，湖廣黃州府黃岡縣人，明朝政治人物。

## 生平
正德十一年（1516年）丙子科山東鄉試第二十一名舉人，十二年（1517年）中式丁丑科會試第二百二十三名，三甲第一百二十二名進士。大理寺觀政，十五年（1520年）十月授南京兵科給事中，嘉靖二年（1523年）十月升江西按察司僉事，卒於官。

## 家族
曾祖魯良；祖父魯高；父魯義，知縣。母王氏。慈侍下。兄魯環、魯瑛、魯經。